# Dancing Lasha Tumbai
„Dancing Lasha Tumbai“ (укр. Денсінґ Лаша Тумбай) јесте песма коју је снимила и написала украјинска певачица Верка Сердјучка (Андриј Данилко). Песма је представљала Украјину на такмичењу за Песму Евровизије 2007, одржаном у Хелсинкију.
Оригинални наслов је био једноставно „Danzing“, али је промењен због контроверзи везаних за текст. Песма садржи текстове на четири језика: немачком, енглеском, руском и украјинском.

## Евровизија
На Песми Евровизије, „Dancing Lasha Tumbaiи“ је у коначном резултату била другопласирана, иза песме која је представљала Србију,  „Молитва“ Марије Шерифовић.
На крају уводне Параде застава на такмичењу Песма Евровизије 2023. у Ливерпулу, Верка је извела своју песму.

## Контроверзе
Избор дрег извођача за представника Украјине на ESC-у жестоко је критиковао неколико медија и политичара различитих партија у земљи.
Још један предмет контроверзе био је наслов и текст песме. Према Данилку, фраза Lasha tumbai је монголска фраза за „шлаг“, „ крем“ или „маслац“. Касније се, међутим, тврдило да у монголском језику нема таквих речи и да та фраза нема никакво значење. Било је тврдњи да су речи изабране због њихове фонетске сличности са „Русијо збогом“ (Russia goodbye), што се наводно односи на наранџасту револуцију 2004–2005.
Приликом акције прикупљања средстава Embrace Ukraine, након руске инвазије на Украјину 2022. године, Верка је извела песму са текстом „Желим да кажем Русији збогом“ и променила наслов песме у „Dancing Russia Goodbye.

## Употреба у популарној култури
Данилко је имао камео као Сердучка у филму Шпијун из 2015. године, где се може видети како изводи песму током секвенце потере у којој је учествовала главна глумица Мелиса Мекарти.
Током 2020. године, песма је представљена у епизоди "Are You from Pinner?" ТВ серије Убити Ив.